# Trajkowo
Trajkowo (bułg. Трайково) – wieś w Bułgarii, w obwodzie Montana, w gminie Łom. Według danych szacunkowych Ujednoliconego Systemu Ewidencji Ludności oraz Usług Administracyjnych dla Ludności, 15 czerwca 2020 roku miejscowość liczyła 754 mieszkańców.